# Luigi Castagnola
Pour les articles homonymes, voir Castagnola.
Luigi Castagnola (né le 14 mars 1953 à Sori) est un joueur de water-polo italien qui participe aux Jeux olympiques de 1976 à Montréal où il obtient la médaille d'argent.
En 2004, il est élu maire de Sori, sa ville natale.